# Zaira Romero
Zaira Romero (Madrid, 2000) és una actriu espanyola. És coneguda pel seu paper de Lola en la pel·lícula Carmen y Lola (2018) d'Arantxa Echevarría que narra la història de dues gitanes enamorades en un entorn conservador.

## Filmografia

### Pel·lícules
- Carmen y Lola (2018) com Lola
- El silencio del pantano (2019) com Sara

### Sèries de televisió
- Desaparecidos (2020) com Zaira
- Madres. Amor y vida (2022) com Candela
- La novia gitana (2022) com Susana Macaya

## Premis i nominacions
| Any  | Premi                         | Categoria               | Resultat |
| ---- | ----------------------------- | ----------------------- | -------- |
| 2019 | Premis Goya                   | Millor actriu revelació | Nominada |
| 2019 | Premis de la Unión de Actores | Millor actriu revelació | Nominada |